# Coupe d'Union soviétique de football 1954
Navigation
Édition 1953 Édition 1955
La Coupe d'Union soviétique 1954 est la 15e édition de la Coupe d'Union soviétique de football. Elle se déroule entre le 15 août et le 20 octobre 1954.
La finale se joue le 20 octobre 1954 au stade Dynamo de Moscou et voit la victoire du Dynamo Kiev, qui remporte sa première coupe nationale aux dépens du Spartak Erevan, pensionnaire de la deuxième division. Il devient par ailleurs le premier club non-moscovite à remporter la compétition depuis le Zénith Léningrad en 1944, et la première équipe n'appartenant pas à la RSFS de Russie à l'emporter.

## Format
Un total de 67 équipes prennent part à la compétition, cela incluant l'intégralité des 49 participants aux deux premières divisions soviétiques, à laquelle s'ajoutent les 18 formations ayant remporté les coupes des seize républiques socialistes soviétiques et des villes de Léningrad et de Moscou.
Le tournoi se divise en sept tours. Chaque confrontation prend la forme d'une rencontre unique jouée sur la pelouse d'une des deux équipes. En cas d'égalité à l'issue du temps réglementaire d'un match, une prolongation est jouée. Si celle-ci ne suffit pas à départager les deux équipes, le match est rejoué ultérieurement.

## Résultats

### Huitièmes de finale
Les rencontres de ce tour sont jouées entre le 8 septembre et le 5 octobre 1954.
| Date              | Locaux                          | Score    | Visiteurs                  |
| ----------------- | ------------------------------- | -------- | -------------------------- |
| 8 septembre 1954  | Metallourg Dniepropetrovsk (D2) | 5 - 3 ap | (D1) Torpedo Gorki (ru)    |
| 12 septembre 1954 | ODO Léningrad (A)               | 3 - 1    | (D2) Bourevestnik Kichinev |
| 17 septembre 1954 | Zénith Léningrad (D1)           | 2 - 0    | (D1) Lokomotiv Moscou      |
| 23 septembre 1954 | Chakhtior Stalino (D2)          | 3 - 1    | (D2) Spartak Oujgorod      |
| 29 septembre 1954 | Spartak Erevan (D2)             | 2 - 0    | (D1) Spartak Minsk         |
| 1er octobre 1954  | ODO Lvov (D2)                   | 0 - 1    | (D2) Khimik Moscou         |
| 3 octobre 1954    | Spartak Moscou (D1)             | 1 - 3    | (D1) Dynamo Kiev           |
| 5 octobre 1954    | CDSA Moscou (D1)                | 1 - 0 ap | (D1) Torpedo Moscou        |

### Quarts de finale
Les rencontres de ce tour sont jouées entre le 22 septembre et le 12 octobre 1954.
| Date              | Locaux                          | Score    | Visiteurs              |
| ----------------- | ------------------------------- | -------- | ---------------------- |
| 22 septembre 1954 | Metallourg Dniepropetrovsk (D2) | 2 - 1 ap | (A) ODO Léningrad      |
| 5 octobre 1954    | Spartak Erevan (D2)             | 1 - 0    | (D2) Chakhtior Stalino |
| 6 octobre 1954    | Zénith Léningrad (D1)           | 2 - 0    | (D2) Khimik Moscou     |
| 12 octobre 1954   | Dynamo Kiev (D1)                | 3 - 1 ap | (D1) CDSA Moscou       |

### Demi-finales
Les rencontres de ce tour sont jouées les 11 et 16 octobre 1954.
| Date            | Locaux              | Score    | Visiteurs                       |
| --------------- | ------------------- | -------- | ------------------------------- |
| 11 octobre 1954 | Spartak Erevan (D2) | 4 - 0    | (D2) Metallourg Dniepropetrovsk |
| 16 octobre 1954 | Dynamo Kiev (D1)    | 1 - 0 ap | (D1) Zénith Léningrad           |

### Finale
| Titulaires :  |                            |     |
|               |                            |     |
|               | Oleg Makarov (en)          |     |
|               | Arkadi Larionov (ru)       |     |
|               | Vitali Goloubev (en)       |     |
|               | Tiberi Popovitch (en)      |     |
|               | Aleksandr Koltsov (ru)     |     |
|               | Mikhaïl Mikhalina (en)     |     |
|               | Vladimir Bogdanovitch (ru) |     |
|               | Viktor Terentiev (en)      |     |
|               | Andreï Zazroïev            |     |
|               | Mikhaïl Koman (en)         |     |
|               | Viktor Fomine (en)         |     |
|               |                            |     |
| Remplaçants : |                            |     |
|               | Pavel Vinkovatov (en)      | 70e |
|               |                            |     |
| Entraîneur :  |                            |     |
| Oleg Ochenkov |                            |     |

| Titulaires :          |                         |    |
|                       |                         |    |
|                       | Sergueï Zatikian        |    |
|                       | Papik Papoïan           |    |
|                       | Kadjaïr Poladian        |    |
|                       | Manouk Semerdjian       |    |
|                       | Ovsel Assatrian         |    |
|                       | Edouard Vardanian       |    |
|                       | Haroutioun Karadjian    |    |
|                       | Kamo Vardanian          | ?e |
|                       | Haroutioun Keheïan (ru) |    |
|                       | Viktor Merkoulov        |    |
|                       | Oganes Abramian         |    |
|                       |                         |    |
| Remplaçants :         |                         |    |
|                       | Armenak Dourgarian      | ?e |
|                       |                         |    |
| Entraîneur :          |                         |    |
| Gaïk Andriassian (ru) |                         |    |

| Titulaires :  |                            |     |
|               |                            |     |
|               | Oleg Makarov (en)          |     |
|               | Arkadi Larionov (ru)       |     |
|               | Vitali Goloubev (en)       |     |
|               | Tiberi Popovitch (en)      |     |
|               | Aleksandr Koltsov (ru)     |     |
|               | Mikhaïl Mikhalina (en)     |     |
|               | Vladimir Bogdanovitch (ru) |     |
|               | Viktor Terentiev (en)      |     |
|               | Andreï Zazroïev            |     |
|               | Mikhaïl Koman (en)         |     |
|               | Viktor Fomine (en)         |     |
|               |                            |     |
| Remplaçants : |                            |     |
|               | Pavel Vinkovatov (en)      | 70e |
|               |                            |     |
| Entraîneur :  |                            |     |
| Oleg Ochenkov |                            |     |

| Titulaires :          |                         |    |
|                       |                         |    |
|                       | Sergueï Zatikian        |    |
|                       | Papik Papoïan           |    |
|                       | Kadjaïr Poladian        |    |
|                       | Manouk Semerdjian       |    |
|                       | Ovsel Assatrian         |    |
|                       | Edouard Vardanian       |    |
|                       | Haroutioun Karadjian    |    |
|                       | Kamo Vardanian          | ?e |
|                       | Haroutioun Keheïan (ru) |    |
|                       | Viktor Merkoulov        |    |
|                       | Oganes Abramian         |    |
|                       |                         |    |
| Remplaçants :         |                         |    |
|                       | Armenak Dourgarian      | ?e |
|                       |                         |    |
| Entraîneur :          |                         |    |
| Gaïk Andriassian (ru) |                         |    |